# The Germs
I The Germs sono un gruppo punk rock statunitense formatosi a Los Angeles nel 1977. Sono ritenuti una delle prime band hardcore punk in assoluto.
I Germs si sciolsero dopo aver pubblicato un solo album ufficiale a seguito della morte (a soli 22 anni) del loro leader Darby Crash, avvenuta il 7 dicembre 1980 a causa di un'overdose di eroina. La musica del gruppo divenne un'importante fonte di ispirazione per molte future band punk ed hardcore. Il chitarrista Pat Smear acquisì una grande notorietà nel corso degli anni novanta collaborando prima con i Nirvana e poi entrando a fare parte dei Foo Fighters.

## Storia del gruppo

La copertina di (MIA): The Complete Anthology rielaborazione di quella originale dell'album (GI) che riproduce il "Germs Burn", famigerato logo del gruppo.

Nel 1977 a Los Angeles, la band viene inizialmente formata da Darby Crash (vero nome Jan Paul Beahm) esuberante e carismatico cantante, Pat Smear (Georg Ruthenberg) chitarrista, "Dinky" (Diana Grant) al basso, e Michelle Baer alla batteria. Questa formazione però non arriverà mai a suonare davanti ad un pubblico. Prima di trovare il nome "The Germs", Beahm e Pat Smear avevano deciso di chiamare la band Sophistifuck and the Revlon Spam Queens, ma abbreviano il nome perché troppo lungo e costoso da stampare sulle t-shirt. Fuoriuscite la Grant e la Baer, nell'aprile '77 si aggiungono al gruppo Lorna Doom (Teresa Ryan) al basso, e Belinda Carlisle alla batteria. Quest'ultima, che allora si faceva chiamare "Dottie Danger", dopo alcuni mesi lascia la band per dare vita al primo gruppo musicale totalmente autonomo di sole donne, le Go-Go's, ed introduce nel gruppo l'amica Donna Rhia per sostituirla allo stesso strumento.
Nonostante la mancanza di preparazione tecnica iniziano a farsi conoscere grazie a esibizioni live ricche di energia in perfetto stile punk dove a dominare la scena sono le performance estreme di Crash (che in un primo periodo utilizza ancora il nome d'arte "Bobby Pyn"), vero e proprio animale del palcoscenico non a caso soprannominato Manimal (portmanteau di man, uomo e animal, animale), che si presenta sul palco completamente drogato, compie atti di automutilazione fino a sanguinare copiosamente, si fracassa bicchieri di vetro in testa mentre canta, insulta il pubblico, e spesso finisce per vomitare e collassare sul palco. Grazie alla violenza di queste esibizioni la band si guadagna presto un fedele seguito di fan nell'area di Los Angeles, tutti contrassegnati dal cosiddetto "Germs Burn", una bruciatura di sigaretta sull'avambraccio quale segno di iniziazione che contraddistingue l'appartenenza al culto dei Germs.
Forming è il primo singolo inciso per la What? Records, brano acerbo che però già condensa tutto lo spirito della band in cui spicca la voce "ringhiante" di Darby Crash, sostenuta da una chitarra pulsante e praticamente monocorde. Dopo la sostituzione della batterista con un nuovo e più preparato elemento, Don Bolles, la band accresce la sua fama di "bestie maledette" facendosi cacciare da molti club.
Nel 1979 esce l'unico album di studio della band, (GI) (Germs Incognito), prodotto da Joan Jett e ritenuto dalla critica "uno dei massimi capolavori punk di tutti i tempi". Dello stesso anno è la partecipazione allo storico film-documentario The Decline of Western Civilization, con la figura di Crash che sempre più viene accreditato come il giusto erede di Johnny Rotten, e che inizia ad essere considerato una vera e propria icona di culto. Dopo la pubblicazione di (GI), i Germs tornano in sala di incisione per registrare 6 nuovi brani originali con il leggendario produttore Jack Nitzsche per la colonna sonora del controverso film Cruising con Al Pacino. Solo una delle canzoni, Lion's Share, finisce nel film: la si può ascoltare per circa 1 minuto, durante una scena di omicidio in un club sadomaso. Gli altri brani scartati rimarranno inediti fino al 1988 quando furono inclusi nel bootleg Lion's Share, insieme ad altre quattro tracce prese dal loro celebre ultimo concerto allo Starwood. Le sessioni complete del materiale per Cruising saranno ufficialmente pubblicate solo nel 1993 grazie all'inclusione nella raccolta (MIA): The Complete Anthology.
Nel 1980 Crash si reca a Londra da cui ritornerà con una acconciatura da mohicano ed una infatuazione per la musica degli Adam and the Ants. Ritornato in patria, dopo aver licenziato i componenti della band eccetto Smear, fonda un nuovo progetto, la Darby Crash Band. Il batterista dei Circle Jerks Lucky Lehrer si unisce al gruppo alla vigilia del primo concerto, ma durante il soundcheck, Darby lo butta fuori dalla band all'improvviso dopo un furioso litigio. Il gruppo, descritto a posteriori da Smear "come i Germs, ma con musicisti peggiori", suonò solo qualche concerto per poi sciogliersi.
Poco tempo dopo, Crash contattò Smear per organizzare una "reunion" dei Germs, in modo da riformare il gruppo per un concerto speciale.
Il 3 dicembre 1980, si tenne allo Starwood Club il primo concerto della band riunita al completo che ebbe un grandissimo riscontro di pubblico e di critica. Tuttavia Darby Crash, che in precedenza aveva già manifestato propositi suicidi, viene trovato morto pochi giorni dopo nel suo appartamento a causa di un'overdose di eroina. Aveva 22 anni.
Nel 2005, l'attore e cantante Shane West, interprete anche del ruolo di Darby nel film biografico What We Do Is Secret uscito nelle sale americane l'8 agosto 2008, ha sostituito lo stesso Darby come cantante della band al reform della stessa.
Il 16 gennaio 2019 è morta Lorna Doom, bassista della formazione storica.

## Formazione

### Storica
- Darby Crash – voce (1977-1980)
- Pat Smear – chitarra (1977-1980, 2005-presente)
- Lorna Doom – basso (1977-1980, 2005-2019)
- Don Bolles – batteria (1978-1980, 2005-presente)

### Altri componenti
- Shane West – voce (2005-presente)
- Dottie Danger, ovvero Belinda Carlisle – batteria (1977)
- Donna Rhina – batteria (1977)
- Diana "Dinky" Grant – basso (1977)
- Michelle Baer – batteria (1977)
- David Winogrond – batteria (1977)
- Cliff Hanger – batteria (1977-1978)
- D. J. Bonebrake – batteria (1978)
- Nickey Beat – batteria (1978)
- Rob Henley – batteria (1978)

## Discografia

### Album studio
- 1979 - (GI) LP - Slash Records

### Album dal vivo
- 1981 - Live at the Whisky, First Show Ever LP - Mohawk/Bomp Records
- 1985 - Germicide (alias Live at the Whisky, First Show Ever) LP - ROIR
- 1986 - Germs Rock 'n' Rule - Recorded Live at the Masque Christmas Party—Whisky A-Go-Go, December 1979, Hollywood - Xes Records
- 1993 - Cat's Clause - Casatanka Records

### Raccolte
- 1993 - (MIA): The Complete Anthology LP - Slash/Rhino Records
- 1993 - Media Blitz - Cleopatra Records

### Singoli
- 1977 - Forming/Sexboy [live], (What? Records)

### EP
- 1978 - Lexicon Devil (Slash Records)
- 1981 - What We Do Is Secret (Slash Records)

### Colonne sonore
- 1980 - The Decline of Western Civilization Soundtrack (tracce live) LP - Slash Records
- 1980 - Cruising Soundtrack (1 traccia) LP - Columbia Records

### Apparizioni in compilation
- 1979 - Tooth and Nail LP, Upsetter Records
- 1979 - Yes L.A. LP, Dangerhouse Records
- 1981 - Life Is Beautiful So Why Not Eat Health Foods LP, New Underground Records
- 1993 - Faster & Louder: Hardcore Punk, Vol. 2, Rhino Records